# Штадтбан
Штадтбан (нім. Stadtbahn, «міська залізниця») — трамвайна або легкорейкова система, яка має дистанції, побудовані за стандартами метрополітену — тунелі та підземні станції, розташовані в центральній частині міст.

Лого штадтбану у землі Північний Рейн-Вестфалія

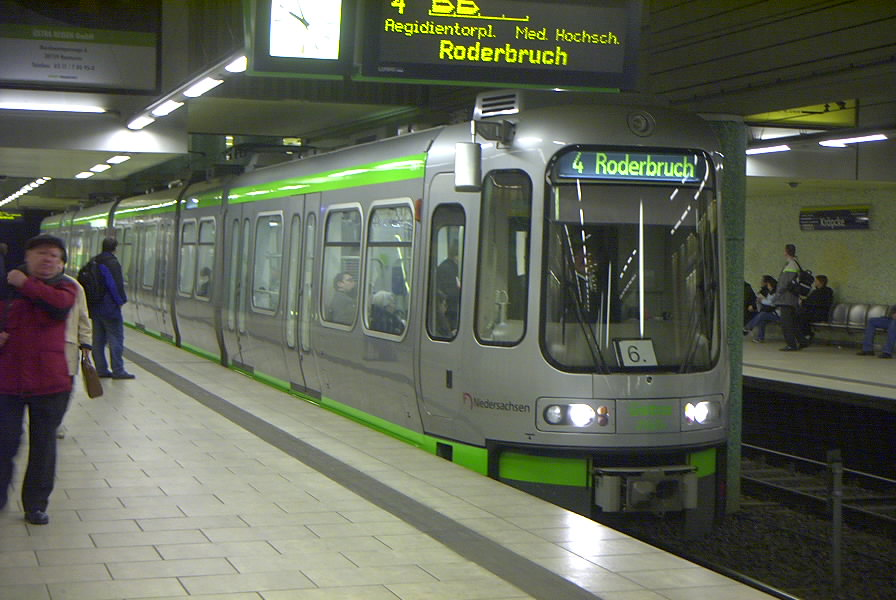
станція Крепке Ганноверського метрополітену та Ганноверського штадтбану

В основному мережі штадтбану були побудовані в 1960-х і 1970-х роках з довгостроковими планами створення повномасштабної системи метрополітену, але майже у всіх містах пізніше відмовились від реалізації цих планів через великі витрати. Більшість систем штадтбану тепер є гібридом трамвайних ліній у передмісті та на периферії, і дистанцій стандарту метрополітену в центрах міст, з підземними станціями. Ця концепція штадтбану в кінцевому підсумку поширилася з Німеччини в інші європейські країни, де вона стала знана як метротрам.

## Відмінність Stadtbahn від S-Bahn в Німеччині
Незважаючи на те що назви «штадтбан» (нім. Stadtbahn) і S-Bahn мають однакове походження («міська залізниця»), зараз їх використання різниться:
- S-Bahn — системи, зазвичай інтегровані в залізничну мережу і є під управлінням Deutsche Bahn.
- Штадтбан — легкорейкові системи, інтегровані в трамвайну мережу.

Різний також і юридичний статус: S-Bahn регулюються законами Федеральне законодавство будівництва і експлуатації залізниць, в той час як штадтбан регулюється Федеральне законодавство будівництва і експлуатації трамвайних систем.
Першою системою, що офіційно мало назву штадтбан, прийнято вважати мережу міської залізниці в столиці Австрії Відні. Система була побудована як полегшена залізниця для потреб міста вздовж русла річки Відень, уздовж Дунаю і по осі широкої бульварної магістралі Гюртель. На лінії спочатку використовувалася парова локомотивна тяга з причіпними вагонами, а після електрифікації лінії в 1922 р — полегшений багатовагонний рухомий склад трамвайного типу. В 1970-х систему штадтбана почали згортати: ділянки ліній вздовж річок перебудували в лінію метро U4 за стандартами метрополітену і з використанням рухомого складу метрополітену, а на лінії на Гюртель, перейменованої в лінію метро U6, були збережені полегшені трамвайні стандарти, низькі платформи і трамвайний рухомий склад. Пізніше лінія U6 була продовжена в обидві сторони, в тому числі з включенням до її складу звичайної відокремленої трамвайної лінії. Таким чином, у Відні, на початок ХХІ сторіччя, штадтбану як такого не залишилося.
У містах Західної Німеччини, в першу чергу на терені Руру, штадтбаном називають магістральні трамвайні лінії з відносно високим ступенем ізоляції від стороннього трафіку, в тому числі з протяжними тунельними ділянками. Досить часто номер маршруту може мати вигляд типу U2, U5 тощо. Тобто подібні лінії позначені як метрополітен.
У містах Східної Німеччини (Берлін, Ерфурт) «штадтбан» є маркетинговим поданням ліній звичайного трамвая для вказівки його важливого магістрального статусу в місті.